# Fábio Vieira
Fábio Daniel Ferreira Vieira (Santa Maria da Feira, Aveiro, 30 de mayo de 2000), conocido simplemente como Fábio Vieira, es un futbolista portugués que juega como centrocampista en el Arsenal F. C. de la Premier League de Inglaterra.

## Trayectoria
El 17 de junio de 2022 el F. C. Porto anunció que había llegado un principio acuerdo con el Arsenal F. C. para su traspaso a cambio de 35 millones de euros más cinco en variables. Cuatro días después fue el conjunto londinense quien hizo oficial su fichaje después de haber firmado un contrato de larga duración.
El 27 de agosto de 2024 el F. C. Porto anunció su regreso como cedido por una temporada.

## Estadísticas

### Clubes
Actualizado al último partido jugado el 23 de junio de 2025.
| Club | Div.          | Temporada     | Liga  | Liga  | Copas nacionales(1) | Copas nacionales(1) | Copas internacionales(2) | Copas internacionales(2) | Total | Total | Media goleadora(3) |
| Club | Div.          | Temporada     | Part. | Goles | Part.               | Goles               | Part.                    | Goles                    | Part. | Goles | Media goleadora(3) |
| --- | ------------- | ------------- | ----- | ----- | ------------------- | ------------------- | ------------------------ | ------------------------ | ----- | ----- | ------------------ |
| F. C. Porto "B" Portugal | 2.ª           | 2019-20       | 23    | 7     | ―                   | ―                   | ―                        | ―                        | 23    | 7     | 0.3                |
| F. C. Porto "B" Portugal | 2.ª           | 2020-21       | 4     | 2     | ―                   | ―                   | ―                        | ―                        | 4     | 2     | 0.5                |
| F. C. Porto "B" Portugal | Total club    | Total club    | 27    | 9     | 0                   | 0                   | 0                        | 0                        | 27    | 9     | 0.33               |
| F. C. Porto Portugal | 1.ª           | 2019-20       | 8     | 2     | 0                   | 0                   | 0                        | 0                        | 8     | 2     | 0.25               |
| F. C. Porto Portugal | 1.ª           | 2020-21       | 19    | 0     | 4                   | 0                   | 6                        | 1                        | 29    | 1     | 0.03               |
| F. C. Porto Portugal | 1.ª           | 2021-22       | 27    | 6     | 7                   | 1                   | 5                        | 0                        | 39    | 7     | 0.18               |
| Arsenal F. C. Inglaterra | 1.ª           | 2022-23       | 22    | 1     | 3                   | 0                   | 8                        | 1                        | 33    | 2     | 0.06               |
| Arsenal F. C. Inglaterra | 1.ª           | 2023-24       | 11    | 1     | 2                   | 0                   | 3                        | 0                        | 16    | 1     | 0.06               |
| Arsenal F. C. Inglaterra | Total club    | Total club    | 33    | 2     | 5                   | 0                   | 11                       | 1                        | 49    | 3     | 0.06               |
| F. C. Porto Portugal | 1.ª           | 2024-25       | 26    | 4     | 4                   | 0                   | 12                       | 1                        | 42    | 5     | 0.12               |
| F. C. Porto Portugal | Total club    | Total club    | 80    | 12    | 15                  | 1                   | 23                       | 2                        | 118   | 15    | 0.13               |
| Total carrera | Total carrera | Total carrera | 140   | 23    | 20                  | 1                   | 34                       | 3                        | 194   | 27    | 0.14               |
| (1) Incluye datos de Copa de Portugal, Copa de la Liga de Portugal, FA Cup, Copa de la Liga de Inglaterra y Community Shield. (2) Incluye datos de Liga de Campeones de la UEFA, Liga Europa de la UEFA y Copa Mundial de Clubes de la FIFA. (3) No incluye goles en partidos amistosos. |               |               |       |       |                     |                     |                          |                          |       |       |                    |

## Palmarés

### Títulos nacionales
| Título                | Club          | País       | Año  |
| --------------------- | ------------- | ---------- | ---- |
| Primeira Liga         | F. C. Porto   | Portugal   | 2020 |
| Copa de Portugal      | F. C. Porto   | Portugal   | 2020 |
| Supercopa de Portugal | F. C. Porto   | Portugal   | 2020 |
| Primeira Liga         | F. C. Porto   | Portugal   | 2022 |
| Copa de Portugal      | F. C. Porto   | Portugal   | 2022 |
| Community Shield      | Arsenal F. C. | Inglaterra | 2023 |

### Títulos internacionales
| Título                  | Club               | Sede | Año  |
| ----------------------- | ------------------ | ---- | ---- |
| Liga Juvenil de la UEFA | F. C. Porto sub-19 | Nyon | 2019 |